# Yannick Lontsi
Yannick Lontsi, né le 5 janvier 1989 et mort le 29 mai 2016 à Yaoundé à la suite d'un accident en course, est un coureur cycliste camerounais.

## Biographie
Le 28 mai 2016, alors qu'il participe à la nocturne d'Ongola à Yaoundé, il chute au cours du dernier sprint et perd connaissance. Il décède le 29 mai des suites de ses blessures,.

## Palmarès et résultats

### Palmarès par année
- 2013
  - 3e du Tour du Faso
- 2014
  - 1re étape du Grand Prix Chantal Biya

### Classements mondiaux
| Année           | 2014 | 2015 |
| --------------- | ---- | ---- |
| UCI Africa Tour | 57e  | 121e |